# Torpa, Jönköping
Torpa är ett bostadsområde med främst villor, men även några bostadsrätter, i sydvästra Jönköping.
Torpa ligger väster om Munksjön och mellan stadsdelarna Söder och Gräshagen. Torpa är uppkallat efter Torpa by som låg i Ljungarums socken. Ljungarum införlivades i Jönköpings stad den 1 januari 1910.